# 김중린
김중린(金仲麟, 1923년 12월 7일~2010년 4월 28일)은 조선민주주의인민공화국의 정치인으로, 최고인민회의 제3·4·5·7·8·9·10·11·12기 대의원을 지냈다.